# 八幡山城 (美濃国)
八幡山城（はちまんやまじょう）は、岐阜県各務原市蘇原の加佐美神社の裏山である加佐美山にあった日本の城。

## 歴史
戦国時代に人見清蔵が城主だったが、斎藤龍興に攻められ城を陥とされたのち、文禄3年（1594年）に人見清次が八幡宮（現在の加佐美神社）に25石の領土を寄進したこと以外は、加佐美山（八幡山）に存在し、人見清蔵と人見清次が父子だったということしかわかっておらず、詳細な年代など一切わかっていない。